# HD 60532
HD 60532 är en ensam stjärna belägen i den mellersta delen av stjärnbilden Akterskeppet. Den har en skenbar magnitud av ca 4,45 och är svagt synlig för blotta ögat där ljusföroreningar ej förekommer. Baserat på parallaxmätning inom Hipparcosuppdraget på ca 38,1 mas, beräknas den befinna sig på ett avstånd på ca 86 ljusår (ca 26 parsek) från solen. Den rör sig bort från solen med en heliocentrisk radialhastighet på ca 60 km/s.

## Egenskaper
HD 60532 är en gul till vit stjärna i huvudserien av spektralklass F6 IV-V. Den har en massa som är ca 1,5 solmassor, en radie som är ca 2,6 solradier och har ca 9,3 gånger solens utstrålning av energi från dess fotosfär vid en effektiv temperatur av ca 6 100 K.

## Planetsystem
I september 2008 hittades två Jupiterliknande exoplaneter i omloppsbana kring stjärnan. Omloppsperioderna för dessa två planeter verkar vara i 3:1-resonans.
| Planet | Massa           | Halv storaxel (AE) | Siderisk omloppstid (d) | Excentricitet | Inklination | Radie |
| ------ | --------------- | ------------------ | ----------------------- | ------------- | ----------- | ----- |
| b      | ≥1,06 ± 0,29 MJ | 0,77 ± 0,02        | 201,9 ± 0,3             | 0,26 ± 0,02   | -           | -     |
| c      | ≥2,51 ± 0,16 MJ | 1,60 ± 0,04        | 600,1 ± 2,4             | 0,03 ± 0,02   | -           | -     |